# 中島撫山
中島 撫山（なかじま ぶざん、本名：中島慶太郎、1829年5月14日（文政12年4月12日） - 1911年（明治44年）6月24日）は、幕末から明治時代の教育者・儒学者・漢学者である。

## 人物・生涯
中島撫山は1829年（文政12年）4月12日、江戸亀戸に生を受ける。生家は江戸初期以来、諸大名に駕籠を納入する日本橋新乗物町（今日の東京都中央区日本橋堀留町1丁目）の豪商であった。数えで11歳の時、母が亡くなる。14歳の時に出井貞順に入門し、出井貞順の薦めで亀田綾瀬・鶯谷にも学ぶ。19歳で父と死別する。1858年（安政5年）に両国矢ノ倉に私塾「演孔堂」を開塾する。1869年（明治2年）12月、武蔵国埼玉郡久喜本町122番地（明治合併後、南埼玉郡久喜町大字久喜本、今日の久喜市本町6丁目）に移住する。1872年（明治5年）、久喜に戸籍を移す。1878年（明治6年）には久喜本町の住居に私塾「幸魂教舎（こうこんきょうしゃ）」を開塾する。「幸魂教舎」の「幸魂」とは埼玉の古い読み方である「さきたま」に由来する。その後、晩年の1909年（明治42年）には大字久喜本より大字久喜新（今日の久喜中央2丁目）へと転居する。その2年後の1911年（明治44年）6月24日、83歳で永眠する。
中島撫山の墓は神道式となっており、久喜市本町1丁目の光明寺に眠っている。また、久喜中央2丁目（旧：大字久喜新）の住居跡地に六男の田人（中島敦の父）撰文の記念碑が中島撫山の没後30年の1941年（昭和16年）に建てられ、現存している。
上記の「幸魂教舎」のように、中島撫山は地域での教育においても功績を残し、また久喜の地に移り住み永眠するまで多くの撰文などを行い、碑文も数多く残すなど、旧久喜町やその周辺地域にその足跡・功績を多く残している。

### 略年譜
- 1829年（文政12年） - 4月12日、武蔵国江戸にて出生。
- 1858年（安政5年） - 両国矢ノ倉に私塾「演孔堂」を開塾する。
- 1869年（明治2年） - 12月、武蔵国埼玉郡久喜本町（今日の久喜市本町6丁目）へ移住する。
- 1872年（明治5年） - 久喜に戸籍を移す。
- 1878年（明治6年） - 久喜本町の住居に私塾「幸魂教舎（さきたまきょうしゃ）」を開塾する。
- 1909年（明治42年） - 南埼玉郡久喜町大字久喜新（今日の久喜市久喜中央2丁目）に転居し、「幸魂教舎」も同地に移転する。
- 1911年（明治44年） - 6月24日、83歳にて永眠する。

## 石碑など
- 『雪齋高翁勤家之碑』 - 久喜市下清久に所在。
- 『御嶽仮山之碑』 - 久喜市吉羽（吉羽天満宮付近）に所在。
- 『適所先生招魂之碑』 - 久喜市久喜中央1丁目に所在していたが、吉羽1丁目に移転。
- 『寿祉』 - 久喜市除堀に所在。
- 『殪職』 - 久喜市下早見に所在。
- 『野久喜鎮守社改造之記』 - 久喜市久喜北1丁目に所在。
- 『並木氏家系記』 - 久喜市吉羽に所在。
- 『吉羽菅神祠碑』 - 久喜市吉羽に所在。
- 『殉國』 - 久喜市江面に所在。
- 『激壮』 - 久喜市吉羽4丁目に所在。
- 『撫山先生終焉之地』[3] - 旧南埼玉郡久喜町大字久喜新宅の跡地に中島撫山没後30年の1941年（昭和16年）に6男の田人（中島敦の父）が撰文した記念碑。